# Bár
Bár is een plaats (község) en gemeente in het Hongaarse comitaat Baranya. Bár telt 603 inwoners (2001).

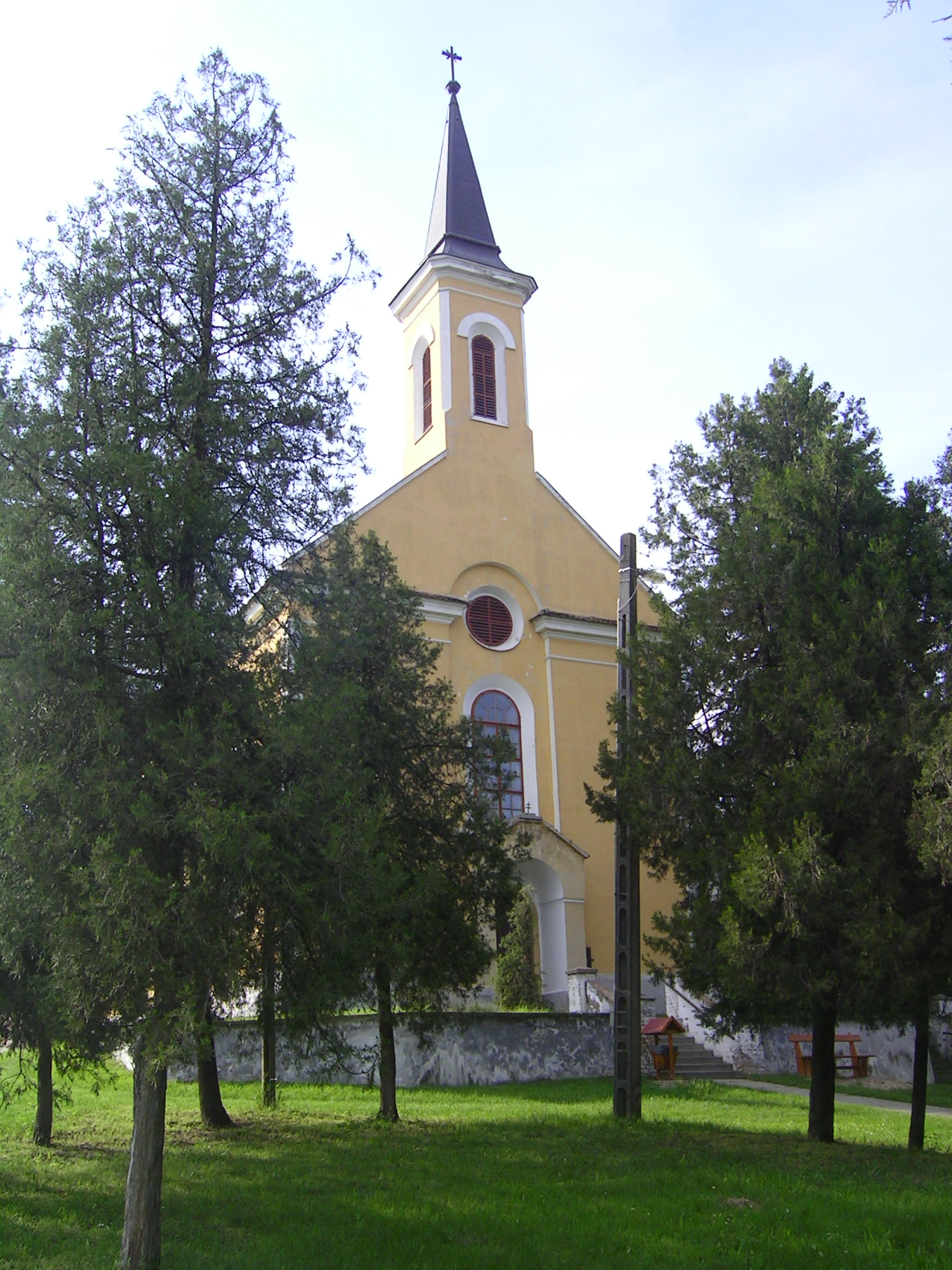
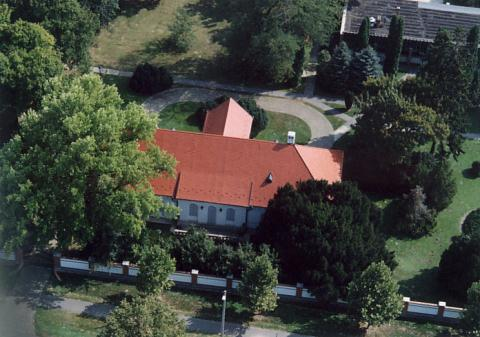